# Jean Séverin
Pour les articles homonymes, voir Séverin.
Jean Séverin, est le pseudonyme de Antonin Bondat, enseignant et écrivain français, traducteur, né à Montreuillon (Nièvre), le 21 août 1911 et mort dans la même commune le 6 mars 1998.

## Biographie
Né au sein d'une famille morvandelle, dans une maison construite par son aïeul, au finage de Montreuillon, à côté de l'église paroissiale sous le vocable de Saint-Maurice et Saint-Jacques, il fait ses études secondaires à l'institution Saint-Cyr de Nevers.
Puis, il monte à Paris, obtient à la Sorbonne une licence de lettres classiques, malgré une grave maladie et tout en commençant sa carrière d'enseignant à l'École Saint-Martin de France, fondée par les Oratoriens. Il y est successivement surveillant, professeur et responsable d'une maison de l'école : l'Ermitage, où les élèves venaient après les cours, comme dans une famille,.
Cet homme, d'une grande bonté, avait un réel amour de ses élèves et ceux-ci lui rendaient bien : il connaissait la situation individuelle de chacun des élèves de l'école et quand il leur parlait individuellement, il ne leur tenait que des propos de nature à les encourager. Il fut 25 ans directeur des études, en même temps que professeur des secondes et premières.
Il avait également la charge de propédeutique à l'Institut catholique de Paris. Il s'évadait de cette surcharge de travail en écrivant à partir des années 1950, sous son nom, ou son pseudonyme, en souvenir de l'église Saint-Séverin.
Il prend sa retraite en 1980 à Montreuillon.
Il entretenait une correspondance avec Georges Riguet et Roger Denux. Membre de plusieurs sociétés savantes, il était un membre actif et exemplaire de l'Académie du Morvan. Il fut responsable de la Page du Morvan, dans le Journal du Centre, avant de devenir Président de cette institution, à la suite de Madame Suzanne Basdevant, de 1986 à 1991.
Homme de foi, bien qu'âgé et malade il assurait la catéchèse à Saint-Léonard à Corbigny.
Il était également Président de la Société d'études d'Avallon.

## Œuvres
(Liste non exhaustive)
- 1955 - " La Jalousie de Dieu  ", Ed: Robert Laffont.
- 1955 - " La mort vient en fiacre ", (cherchez la femme), Collection historique et policière no 1, Ed: Gérard, Verviers, traduit de l'anglais par J. Séverin. 190p. petit in-8°, broché
- 1956 - "  La dame aux gants noirs " Col:  Le Gibet, Collection historique et policière no 8, Ed: Gérard, Verviers, Traduction de l'anglais par J. Séverin, in-8°, broché, 191 p.
- 1958 - "  l'Enfant et la nuit ", Ed: Robert Laffont[13].
- 1958 - "  Le Temps de la colère ", de Francis Irby Gwaltney, traduction de l'américain par J. Séverin, Marabout Géant, Verviers, 506 p.
- 1962 - "  Jeunesse et famille à l'heure de l'Atome ", Paris, Édition du Cerf, Impr Réunis à Rennes.
- 1962 - "  Au temps de la Renaissance, Mathieu de Crixval, page de sa Majesté Henri II  ", Ed: F. Lanore.
- 1966 - "  l'Etoile des Baux ",Ed: Robert Laffont. Format In-8°, 1er édition.
- 1967 - "  Le Soleil d'Olympie ", Ed: Robert Laffont, 247 p.
- 1968 - "  Les Enfants éblouis ", Ed: Robert Laffont.
- 1969 - "  Vercingétorix  ", Ed: Robert Laffont.
- 1969 - "  Les Vases grecs  ", Ed: Senévé, Collection: Langage des Arts, dirigée par François Garnier. 36 p.
- 1970 - "  Vauban, Ingénieur du Roi ", Ed: Robert Laffont, 230 p.
- 1970 - "  The star of les Baux  ", écrit en anglais par J. Séverin. Houghton Mifflin Harcourt. (ISBN 9780152793906)
- 1971 - "  Emma, Lady Hamilton ", traduit de l'anglais par J. Séverin; Préface de Bernard Faÿ, avant-propos de Yvonne Rosso. Collection:  Femmes célèbres, Ed: Cercle du Bibliophile-Edito-Service, In-8°.
- 1972 - "  S.O.S. Tournebise ", Collection :  Safari Signe de Piste, Ed : Alsatia, 224 p.
- 1973 - "  Et l'amour Isabelle ", Ed: Ariane. Hachette.
- 1974 - "  Quand chasse les vautours ", Collection Plein Ventn° 102., Ed: Robert Laffont.
- 1975 - "  Le Morvan et son parc naturel régional ", Paul Flandin & Jean Séverin, in : Les Annales des pays Nivernais.40 p.[14]
- 1975 - "  Morvandiaux mes frères ", de Julien Daché, Préface de J. Séverin.
- 1975 - "  Après l'orage Isabelle ", Ed: Hachette.215 p.
- 1981 - "  Une vie peuplée d'enfants ", Ed: Robert Laffont,  (ISBN 978-2-221-00618-4), (Grand Prix catholique de littérature 1981)[15]
- 1981 - "  Henri Bachelin ou le triomphe de l'oubli ", in:  Bulletin de l'Académie du Morvan n°14.
- 1995 - " Morvan du cœur et de la mémoire ", Ed: de l'Armançon. 293 p. ( Prix spécial du jury de la Société des Auteurs de Bourgogne)
- N - D - " L'Hiver en Morvan " - " le poète et la forêt " - " Noël en Morvan ", texte intégral dans Anthologie : Patrimoine du Morvan [16]

## Prix, récompenses
- 1981 - Grand Prix catholique de littérature, pour " Une vie peuplée d'enfants "[6].
- 1995 - Prix spécial du jury de la Société des Auteurs de Bourgogne, pour " Morvan du cœur et de la mémoire ".

## Décorations
- Chevalier de la Légion d'honneur
- Officier de l'Ordre national du Mérite